# Togul'skij rajon
Il Togul'skij rajon (in russo Тогульский район?) è un rajon del kraj dell'Altaj, nella Russia asiatica.